# Борисовец, Валентин Павлович
Валенти́н Па́влович Борисове́ц (2 [15] января 1910, Владивосток — 4 мая 1979, Львов) — советский украинский театральный художник. заслуженный деятель искусств УССР (1957).

## Биография
Родился 2 (15 января) 1910 года во Владивостоке. Окончил КГХИ. Работал художником в театрах Киева, Днепропетровска, Житомира, Полтавы, Львова, Запорожья. Оформил более 100 спектаклей различных жанров. Лучшие его оформления отличаются внятностью социальных и бытовых характеристик, ярким колоритом.
Умер 4 мая 1979 года во Львове.

## Награды
- Сталинская премия третьей степени (1950) — за оформление спектакля «На большую землю» А. Ф. Хижняка (1949), поставленного на сцене Львовского УАДТ имени М. К. Заньковецкой
- заслуженный деятель искусств УССР (1957)
- орден Трудового Красного Знамени (24.11.1960)
- два ордена «Знак Почёта» (23.01.1948 и 30.06.1951[1])
- медаль «За трудовое отличие» (10.09.1947)[2]
- медали